# Jean Texier (acteur)
Pour les articles homonymes, voir Jean Texier.
Jean Texier, né le 23 février 1997 à Clermont-Ferrand (Puy-de-Dôme), est un acteur français.

## Biographie
Jean Texier a tout juste 14 ans lorsqu'il obtient en 2011 le premier rôle, celui de Lebrac, dans La Nouvelle Guerre des boutons. C'est sa mère qui a envoyé la photo du jeune homme pour le casting ; elle avait entendu dire que Christophe Barratier recherchait des enfants pour le film. Grâce à sa cicatrice sur sa joue gauche et son jeu d'acteur, il convainc le réalisateur du film et obtient le rôle principal.
En 2013, il obtient le rôle de Joffrey Baratheon dans Trop de Thrones, la parodie française de Game of Thrones.
Il participe ensuite au court-métrage Quand la neige viendra en 2015, qui évoque le deuil d'un fils pour sa mère.

## Filmographie

### Cinéma

#### Longs métrages
- 2011 : La Nouvelle Guerre des boutons : Lebrac

#### Courts métrages
- 2013 : Là-haut : L'adolescent
- 2015 : Quand la neige viendra : Alexandre

### Télévision
- 2014 : Previously - Trop de Trônes : Geoffrey Karatheon (5 épisodes)

## Critiques
Pour le Boston globle, Jean Texier est convaincant dans son rôle de Lebrac. Il est qualifié de « mini-Belmondo » par la National Public Radio. Pour Justfocus, il a du caractère et donne « du punch à son personnage ».